# Jenn Proske
Jenn Proske (ur. 8 stycznia 1987 w Toronto) – kanadyjsko-amerykańska aktorka. Występowała w roli Becca Crane w filmie Wampiry i świry.

## Filmografia
- 2010: Wampiry i świry jako Becca Crane
- 2011: Home Game jako Tess
- 2011: The Infamous Exploits of Jack West jako Cambria West
- 2012: Sexting in Suburbia jako Dina Van Cleve
- 2013: Graceland jako Abby